# Tinea fictrix
Tinea fictrix är en fjärilsart som beskrevs av Edward Meyrick 1914. Tinea fictrix ingår i släktet Tinea och familjen äkta malar. Inga underarter finns listade i Catalogue of Life.